# Estilita

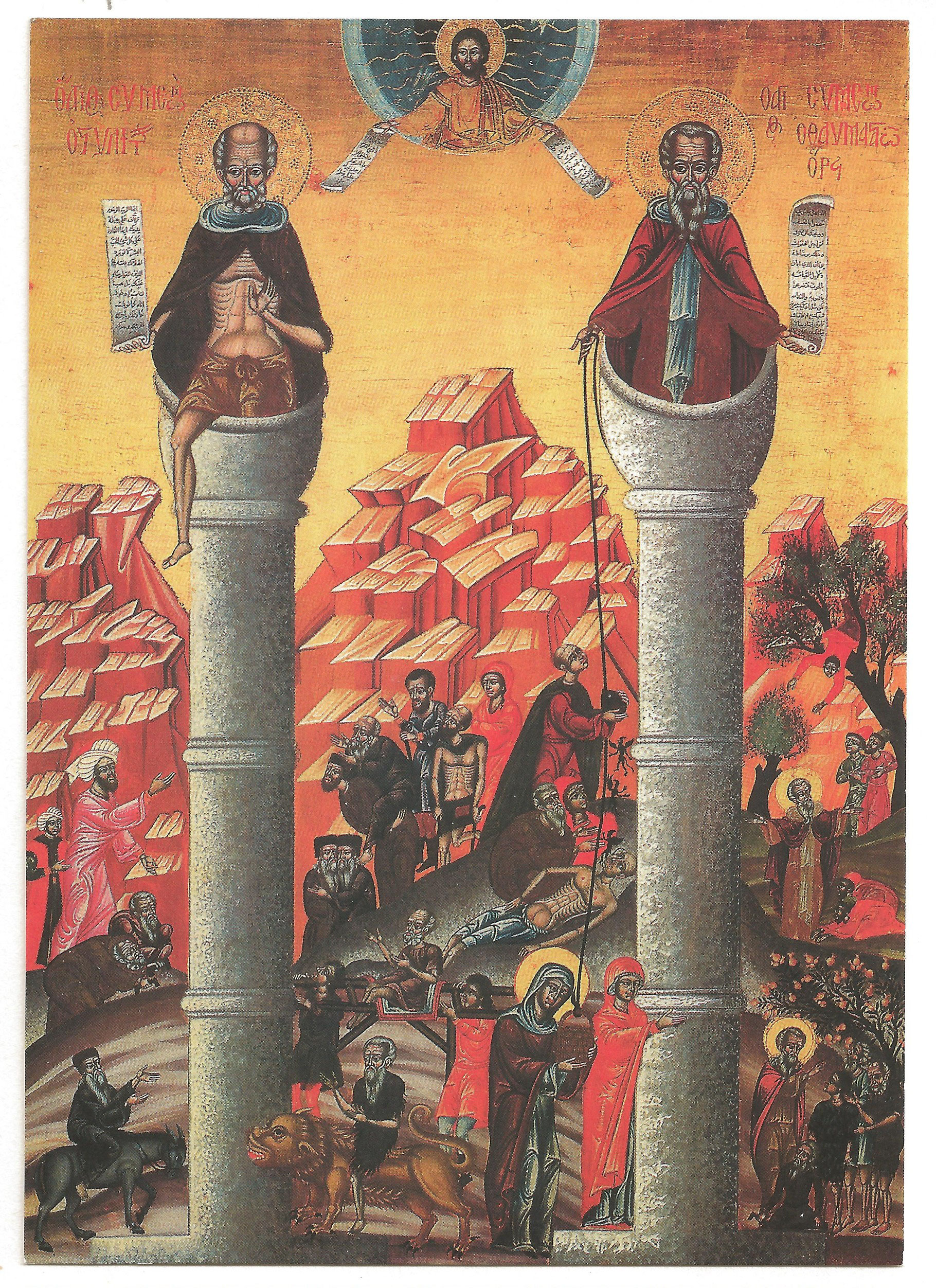
Icona de Simeó Estilita el Vell i Simeó Estilita el Jove (1699), originària del convent grec ortodox de la Mare de Deu de Balamand, al Líban, avui al Museu d'Icones de Frankfurt del Main.

L'estilita era un tipus d'anacoreta cristià que vivia en solitari i dedicava la seva existència a l'oració i la penitència vivint sobre una plataforma col·locada dalt d'una columna o pilar (stylos en grec) i romanent allí dalt durant anys i fins i tot fins a la mort, sense baixar-ne per res. D'aquesta manera s'aïllava físicament del món i impedia les temptacions, a més de portar l'ascetisme a un punt extrem de privació i penitència. Era especialment practicat en l'Orient Mitjà cristià, sobretot a la rodalia d'Antioquia de l'Orontes i a Síria, sobretot als segles v i vi. A l'església grega es va mantenir fins després del cisma d'Orient (segle xi) i entre els russos fins al segle xv i després de manera esporàdica. La seva institució s'atribueix a Simeó Estilita el Vell.Obtenia beure i menjar de les almoines que deixaven els fidels o altres religiosos en algun recipient que, amb una corda o politja, podia pujar el mateix estilita. Sovint es lligaven a un suport a la columna per poder estar sempre drets, sense seure mai i fins i tot dormir drets, sostinguts per aquests suports, mortificant-se encara més per no poder jeure ni descansar.

## Història
Pal·ladi d'Helenòpolis (capítol 48) parla d'un ermità a Palestina que habitava en una cova al cim d'una muntanya i que per un espai de vint anys mai va girar el seu rostre cap a l'oest perquè mai no es pongués el sol a la seva cara. Sant Gregori de Nazianz parla d'un solitari que estigué dret durant molts anys, absort en la contemplació, sense haver d'anar a dormir. Teodoret de Cir assegura que havia vist un ermità que havia passat deu anys en una banyera suspesa en l'aire per llargs pals.
Sant Lluc el Jove, un altre estilita d'anomenada, fou un ermità que vivia al segle x al Mont Olimp. Daniel Estilita va viure al cim de la seva columna durant 33 anys després d'haver estat beneït i acceptat per Simeó Estilita el Vell. Hi havia molts altres a més d'aquests que no eren tan famosos i fins i tot es té constància de dones estilites. Es va intentar introduir aquest corrent un o dos cops de forma aïllada a occident, però va trobar poc suport. A l'Església Ortodoxa Russa va durar fins a 1461, i entre els rutens fins i tot més tard.
Al cim d'algunes d'algunes columnes es va construir una petita barraca com un refugi contra el sol i la pluja, i altres ermites de la mateixa classe entre els miafisites, vivien dins d'un pilar buit en comptes de sobre ell, però la vida de tots ells va ser d'extraordinària humilitat, resistència i privació.
En els últims segles, aquesta forma d'ascetisme monàstic s'ha extingit. No obstant això, a la Geòrgia moderna, un monjo de l'Església Ortodoxa, el pare Màxim, va restaurar amb l'ajut dels pobladors locals una petita capella monàstica de 1.200 anys d'antiguitat a la part superior del pilar Katskhi. El pilar és una formació natural de roca que sobresurt des de terra fins a una alçada aproximada de cent quaranta metres. Era conegut per ser utilitzat pels estilites en data tan tardana com el segle xv, quan l'ocupació estrangera per l'Imperi Otomà va posar fi a la pràctica monàstica del lloc. Un cop restaurada el Pare Màxim ha establert la seva residència a la part superior del pilar Katskhi com a monjo estilita, encara que en baixa una vegada a la setmana. L'any 2013 es va fer un documental sobre el projecte del monjo.